# Greenwood (Nuova Scozia)
Greenwood è un villaggio del Canada, situato nella provincia di Nuova Scozia.